# دبیرستان (ترانه)
«دبیرستان» (به انگلیسی: High School) تک‌آهنگی از خواننده رپ اهل ترینیداد و توباگو نیکی میناژ با همراهی خواننده رپ آمریکایی لیل وین است. این ترانه در ۱۶ آوریل ۲۰۱۳ به‌عنوان دومین تک‌آهنگ جمعه صورتی: نسخه جدید رومن – ری-آپ (۲۰۱۲) توسط یانگ مانی انترتینمنت، کش مانی رکوردز و ریپابلیک رکوردز منتشر شد.
این تک‌آهنگ به رتبه ۶۴ در ۱۰۰ آهنگ داغ بیلبورد ایالات متحده آمریکا رسید.